# Кирсанов, Владимир Александрович
Владимир Александрович Кирсанов (1929 — 1995) — советский и российский спортсмен (академическая гребля), тренер, спортивный арбитр. Заслуженный тренер РСФСР, Мастер спорта СССР, кандидат педагогических наук, доцент.

## Биография
Родился в 1929 году.
Гребным спортом начал заниматься в послевоенные годы, попав ленинградский гребной клуб «Красное Знамя». Тренировался под руководством выдающихся тренеров Михаила Иосифовича и Веры Александровны Савримович. Также увлекался лыжными гонками (1 разряд), лёгкой атлетикой (1 разряд), однако в конце концов отдал предпочтение гребле.
Кирсанов был одним из сильнейших гребцов послевоенного времени. Его спортивный дебют состоялся в 1948 году на Чемпионате СССР. Там он вместе с Юрием Тюкаловым в двойке распашной завоевал титул чемпионов. В 1949 году на чемпионате ВЦСПС победила восьмёрка 19-летних спортсменов из гребного клуба «Красное Знамя» с загребным В. А. Кирсановым. Тогда они победили прошлогодних чемпионов страны знаменитой восьмёрки «Крылья Советов». Снова в 1949 году на чемпионате СССР, уже в четвёрке с рулевым «Красного Знамени» в составе Р. Захаров, Ю. Рогозов, Ю. Тюкалов загребной В. Кирсанов и рулевая В. А. Савримович они опять становятся чемпионами. В 1950—1952 гг. на чемпионатах СССР побеждала восьмёрка гребного клуба «Красное Знамя» с загребным В. А. Кирсановым. Участвовал в Олимпийских играх 1952 года. Имел звание мастера спорта СССР.
С 1958 года начинает пробовать себя в качестве тренера, хотя наставничеством занимался он и до этого. Успешно работал как с мужскими, так и с женскими экипажами, добиваясь высоких результатов на любых соревнованиях. Самыми выдающимися его учениками были олимпийские чемпионы 1960 года в двойке безрульной Валентин Борейко и Олег Голованов. Также подопечными Кирсанова были призёры и чемпионы СССР, Европы, Мира Л. Груздева, К. Хамеляйнен, В. Чемерысь, К. Александрова, Г. Остапова, В. Золина, А. Рокина, Л. Рябинкина, Р. Коротаева, Г. Ермолаева, В. Курилина и многие другие. Всего подготовил более 20 мастеров спорта. В 1983 году работал тренером-консультантом национальной сборной команды Перу.
Тренерскую работу в гребном клубе «Красное Знамя» Владимир Александрович совмещал с работой в ГДОИФК им. П. Ф. Лесгафта, где проработал более 35 лет. За это время им было написано множество методических пособий, он также был соавтором учебника «Гребной спорт». Всего им было опубликовано более 60 научных работ; он защитил кандидатскую диссертацию, получил звание доцента, некоторое время возглавлял кафедру лыжного и гребного спорта, доцентуру гребного спорта института имени П. Ф. Лесгафта.
В 1950 году был избран в состав Президиума коллегии судей Ленинграда. В 1961 году был удостоен звания «Заслуженный тренер РСФСР». Имел звания судьи всесоюзной категории (1967) и международной категории (1979). Был судьёй на Олимпийских играх 1980 года в Москве и Играх Доброй воли 1985 года.
Кандидат педагогических наук (1969), доцент кафедры гребного спорта в ГДОИФК им. П. Ф. Лесгафта (1967).
Председатель тренерского совета и член президиума федерации гребного спорта Ленинграда (1970). Член президиума федерации СССР (1979). В 1981—1993 гг. возглавлял федерацию гребного спорта Ленинграда.
Скончался в 1995 году.

## Награды
- Орден «Знак Почёта» (16.09.1960) — за успешные выступления в XVII летних и VIII зимних Олимпийских играх 1960 года, а также за выдающиеся спортивные достижения[6]